# Prunus cocomilia
Prunus cocomilia Ten., 1811, noto comunemente come prugno selvatico, prugno acido o cocumilio, è una pianta della famiglia delle Rosaceae, diffusa nel bacino del Mediterraneo.
Il termine specifico deriva dal greco "melo del cuculo".

## Descrizione
È un piccolo albero producente frutti analoghi al prugno, di colore verde-giallo ma di sapore decisamente acido.

## Distribuzione e habitat
Il suo areale naturale comprende il meridione d'Italia (Sardegna, Sicilia, Calabria e Basilicata), la Serbia, la Croazia, l'Albania, la Grecia, la Turchia e il Medio Oriente.
L'habitat è quello di montagna soleggiata ed arida, dagli 800 ai 1500 m s.l.m.